# Fossa das Curilas-Camecháteca
(ru) Курило-Камчатский жёлоб
A  fossa das Curilas-Camecháteca, também grafada como fossa das Curilas-Kamchatka e fossa das Curilas-Camchaca, é uma fossa oceânica que está situada no Oceano Pacífico. Seu nome foi dado devido a área que ela se localiza, perto da península de Camecháteca e das ilhas Curilas. Suas águas fazem parte da Rússia. Essa fossa fica no leste asiático, ao norte do Japão e no leste da Rússia.
Ela surgiu como resultado da zona de subducção que deu origem ao arco insular das Curilas. A placa do Pacífico é subduzida sob a placa de Okhotsk, produzindo intensa atividade vulcânica e sísmica. Nessa área é intensa a atividade de pesca passando por aqui a corrente marinha Oyashio.
A fossa é a mais profunda da Rússia e uma das mais profundas do mundo, com 10 542 m de profundidade.

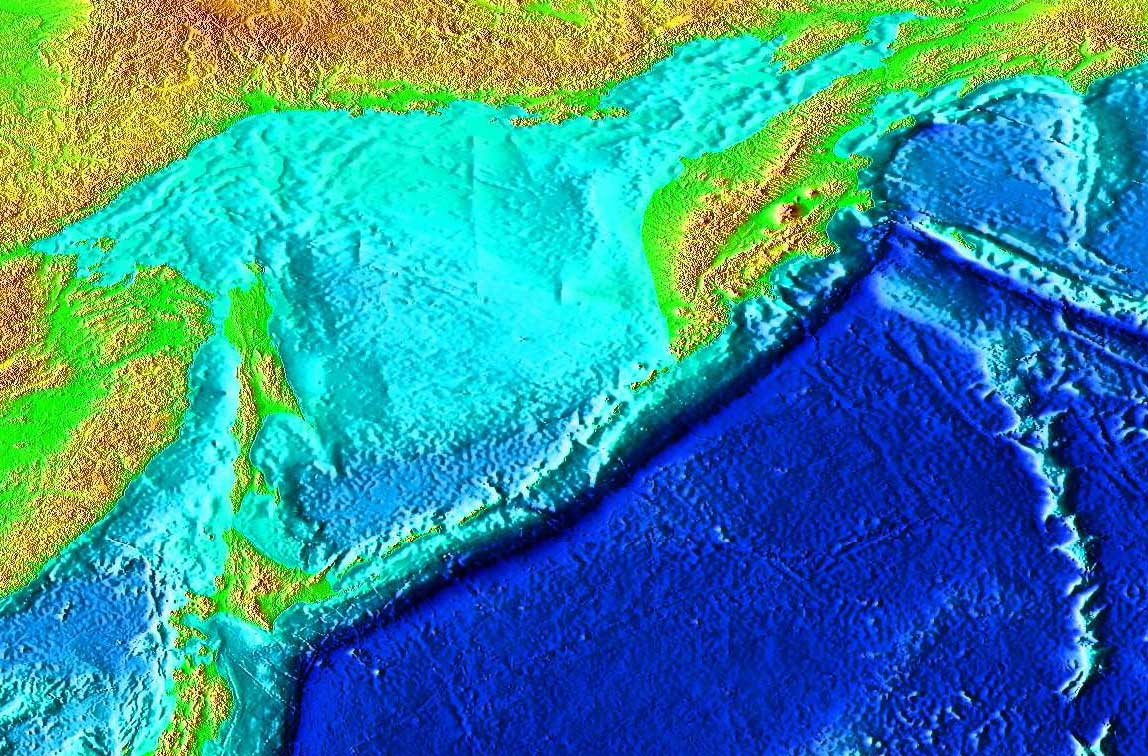
Imagem de satélite da fossa das Curilas-Camecháteca.